# Qualité du miroir d'un télescope
 (mai 2007).
La qualité du miroir d'un télescope détermine l'utilisation que l'on peut faire de celui-ci.
La définition de la qualité dépend de la position du miroir dans la configuration du télescope.

## Définitions
S'il s'agit d'un miroir primaire, celle-ci est définie sur l'onde :
```
λ/
x
 (lambda sur 
x
)
```

Il existe une définition sur le verre, la relation avec la définition précédente est la suivante :
```
λ/
x
 sur le verre = λ/(
x
 * 2)
```

Pour un miroir secondaire, elle est souvent définie en fraction de frange :
```
1/
x
 = λ/(
x
 * 2)
```

Dans tous les cas, plus la valeur de x est élevée, plus la qualité du miroir est grande.
Ces données sont souvent indiquées quand on souhaite acheter ses miroirs pour fabriquer son propre télescope. Dans la majorité des cas, les revendeurs indiquent les définitions utilisées. En cas de doute, il vaudra mieux leur demander lesquelles ont été utilisées.
Il est rare que ces données soit communiquées lorsqu'il s'agit d'un télescope commercial.

## En pratique
La qualité d'un miroir exprime l'écart maximal entre la surface réelle du miroir et sa surface théorique. On la mesure avec une lumière jaune-vert (longueur d'onde = 0,56 micromètre) :
| Lambda | Écart |
| ------ | ----- |
| λ/8    | 0,069 |
| λ/10   | 0,056 |
| λ/12   | 0,046 |
| λ/20   | 0,028 |

## Les niveaux de qualité
Les deux tableaux contiennent les niveaux de qualité pour un télescope de type Newton. Dans la majorité des cas, on parle plus de la qualité du primaire que du secondaire (voir ci-dessous).
| Qualité | λ/x          | Onde         | Verre        |
| ------- | ------------ | ------------ | ------------ |
| I       | λ/20 minimum | λ/20 minimum | λ/40 minimum |
| II      | λ/12 à λ/20  | λ/12 à λ/20  | λ/24 à λ/40  |
| III     | λ/8 minimum  | λ/8 minimum  | λ/16 minimum |

| Qualité | 1/x          | Onde         | Frange      |
| ------- | ------------ | ------------ | ----------- |
| I       | 1/10 minimum | λ/20 minimum | 1/5 minimum |
| II      | 1/5 à 1/10   | λ/10 à λ/20  | 1/5 à 1/10  |

La qualité I est celle que l'on trouve sur les instruments amateurs très haut de gamme et tous les télescopes professionnels. La qualité II est celle de la majorité des télescopes commerciaux sauf des télescopes de Dobson qui ont un miroir primaire de qualité III en raison de leur coût[réf. nécessaire].

## Relation entre qualité et utilisation
Lorsque l'on souhaite construire un télescope, il faut acheter deux miroirs :
- le miroir primaire ;
- le miroir secondaire.

À ce moment-là apparaît la notion de qualité d'un miroir.
La règle veut que l'on achète deux miroirs de qualité égale. Or, le plus souvent, il arrive que l'on n'ait pas les moyens de réaliser une telle dépense. On pense qu'un miroir, notamment le primaire, est un produit fini et que si l'on veut une qualité supérieure il faudra en changer.
Or cela est faux : on peut toujours augmenter la qualité d'un miroir. En fait, un miroir de qualité II (I) est un miroir de qualité III (II) dont on a poursuivi le polissage. Le miroir de qualité III est un miroir de qualité II dont on a arrêté le polissage parce que sa surface répondait aux critères de la qualité III. En fait, plus on veut s'approcher de la surface idéale (théorique) du miroir, plus sa qualité augmente et plus il faut le polir. En conséquence son prix augmente.
Les miroirs secondaires ne sont jamais retravaillés : ils ont moins d'écart de prix et sont, de plus, faciles à fabriquer (ils sont plans dans le télescope de type Newton). Or un miroir secondaire de qualité inférieure à celle du miroir primaire fait que l'ensemble aura une qualité optique égale à celle du secondaire.
Lorsqu'on achète ses miroirs, il vaut mieux acheter un secondaire de la meilleure qualité et un primaire de qualité moindre que, par la suite, l'on pourra faire repolir.
| Qualité | Primaire     | Secondaire   | Utilisation                                             |
| ------- | ------------ | ------------ | ------------------------------------------------------- |
| I       | λ/20 minimum | 1/10 minimum | Astrophotographie ou visuel (dobson) à haute résolution |
| II      | λ/10 à λ/20  | 1/5 à 1/10   | Astrophotographie ou visuel                             |
| III     | λ/8          | 1/5 à 1/10   | Visuel                                                  |